# 서울교통네트웍
서울교통네트웍주식회사(―交通―株式會社)는 서울특별시의 시내버스 운송 업체로, 본사는 서울특별시 도봉구 도봉동공영차고지에 있다. 그 외에는 온수동공영차고지와 석수역 및 기아대교 인근의 시흥3동에 영업소가 있다.

## 회사 소개
2004년 서울특별시 버스 개편으로 흥안운수, 삼화상운, 범일운수, 군포교통, 보성운수 지분을 출자하여 설립된 컨소시엄 업체이다.
2010년 8월 군포교통, 보성운수가 컨소시엄에서 손을 떼면서 간선버스 500번은 군포교통과, 구 670번(현 660번)은 보성운수와 공동배차하기 시작했다. 현재 주주는 최대 주주인 흥안운수, 삼화상운, 한성여객과 2대주주인 범일운수가 있다.
본사는 도봉구 도봉동공영차고지에 있으며, 구로구 온수동공영차고지와 금천구 시흥3동 석수역 근처에 영업소가 있다.
버스 회사 글자수가 7글자로 서울특별시에서는 가장 길다.

## 운행 노선
2022년 12월 1일 기준이다.
| 운행노선     | 운행구간             | 운행구간 | 운행구간           | 배차간격 (분) | 인가 대수 | 비고                                                                      |
| ------------ | -------------------- | -------- | ------------------ | ------------- | --------- | ------------------------------------------------------------------------- |
| 150번        | 도봉산역광역환승센터 | ↔        | 시흥대교           | 6~9           | 50        |                                                                           |
| 160번        | 도봉산역광역환승센터 | ↔        | 온수동             | 6~9           | 49        |                                                                           |
| 500번        | 석수역               | ↔        | 을지로입구         | 7~10          | 18        | 구 76번 변경군포교통과 공동배차로 운행한다.                               |
| 507번        | 석수역               | ↔        | 동대문역사문화공원 | 7~11          | 29        | 2004년 8월 26일에 500번에서 분리신설되었다                                |
| 600번        | 온수동               | ↔        | 광화문             | 7~9           | 27        | 구 123번 변경                                                             |
| 660번        | 온수동               | ↔        | 가양역             | 11~15         | 7         | 구 670번 단축 및 환원. 서울항동지구 경유. 보성운수와 공동배차로 운행한다. |
| 1143번       | 수락리버시티         | ↔        | 신내동             | 13~20         | 1         | 구 484번 변경. 흥안운수, 한성여객, 삼화상운과 공동배차로 운행한다.        |
| N16번        | 도봉산역광역환승센터 | ↔        | 온수동             | 20~30분, 8회  | 4         | 아진교통, 양천운수(구 오케이버스)와 공동배차로 운행한다.                  |
| 서울05출근번 | 양주신도시           | →        | 도봉산역           | 1일 4회       | 4         | 2023년 11월 6일 노선 신설.                                                |
| 서울05퇴근번 | 도봉산역             | →        | 양주신도시         | 1일 2회       | 2         | 2024년 6월 10일 노선 신설.                                                |

## 과거 운행 노선
- ●660A번: 온수동 차고지 ↔ 가양동 (2010년 1월 8일 660B번과 통합 후 670번으로 노선 번호 변경)
- ●660B번: 온수동 차고지 ↔ 가양동 (2010년 1월 8일 660A번과 통합 후 670번으로 노선 번호 변경)
- ●670번: 온수동 차고지 ↔ 디지털미디어시티역 (2020년 2월 1일 단축으로 660번으로 노선 번호 변경)

## 본사 및 영업소
- 도봉공영차고지 본사 (150번, 160번, N16번, 서울05번)
- 온수동 차고지 영업소 (600번, 660번, N16번 회차)
- 시흥동 차고지 영업소 (500번, 507번)

## 보유 차량
KGM커머셜
- 에디슨모터스 E-화이버드
- KGM 스마트 110

현대자동차
- 현대 뉴 슈퍼 에어로시티
- 현대 저상 뉴 슈퍼 에어로시티
- 현대 블루시티
- 현대 일렉시티

우진산전
- 우진산전 아폴로 1100

하이거 버스
- 하이거 하이퍼스 EV

비야디 자동차
- BYD eBus-12

## 갤러리

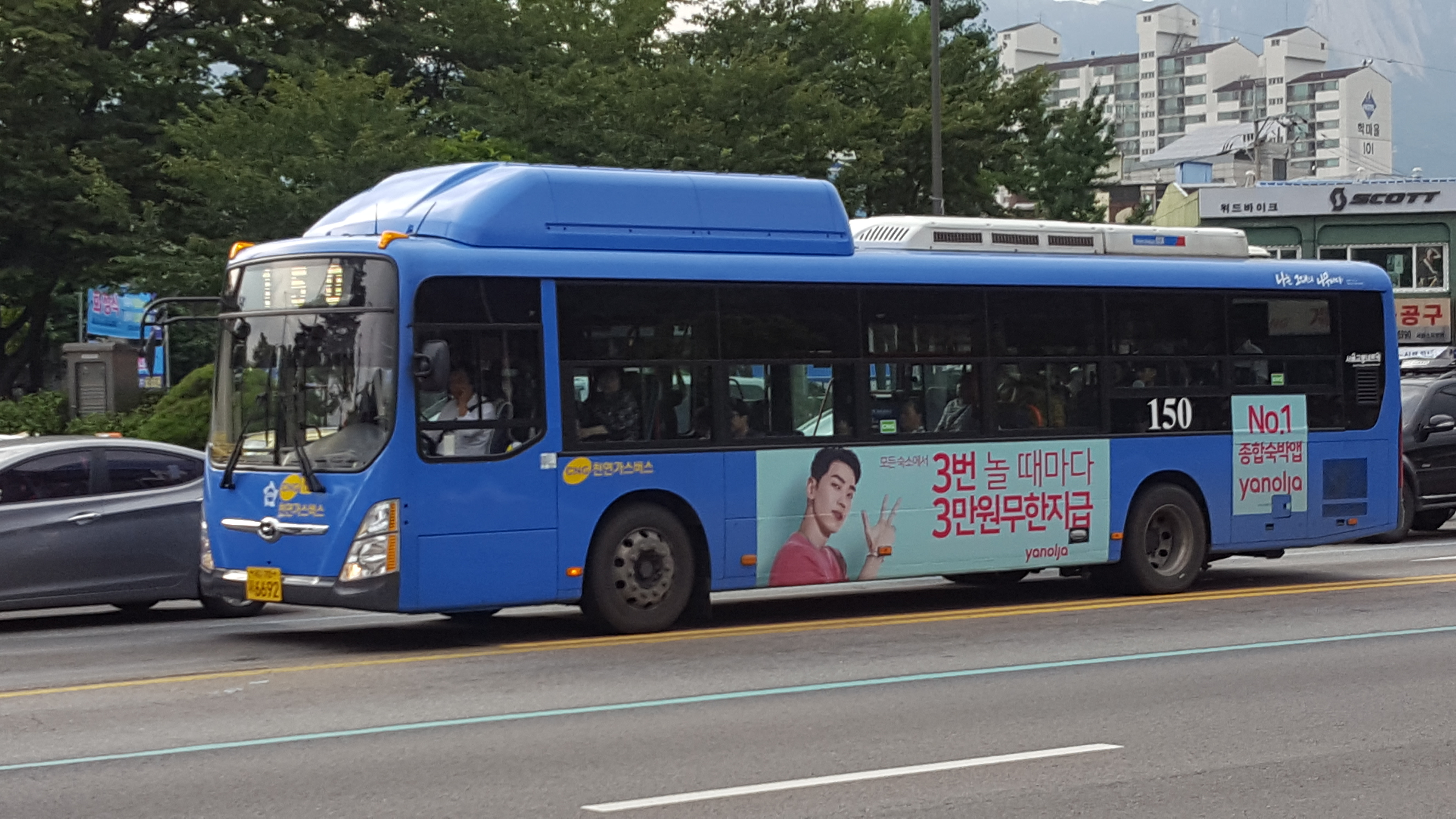
서울 150번 시내버스
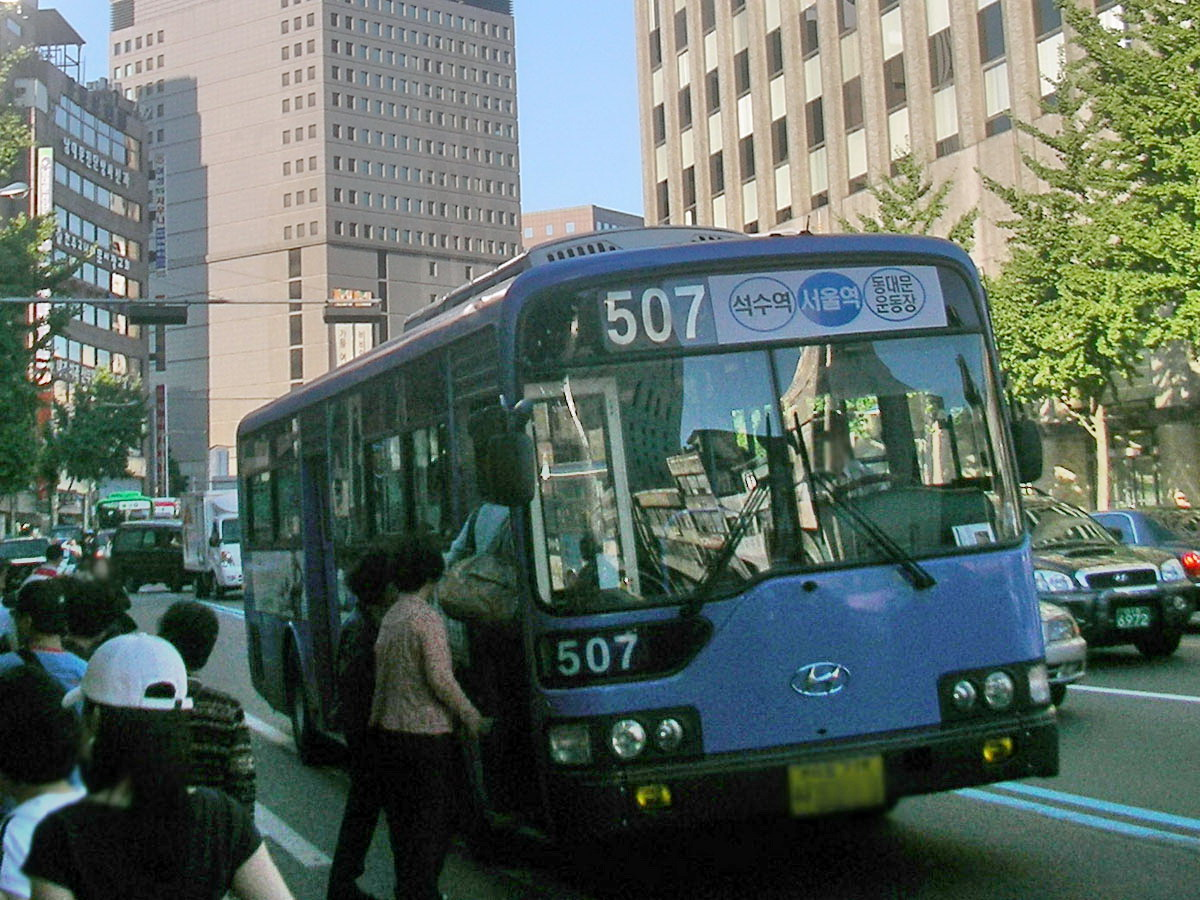
서울 507번 시내버스
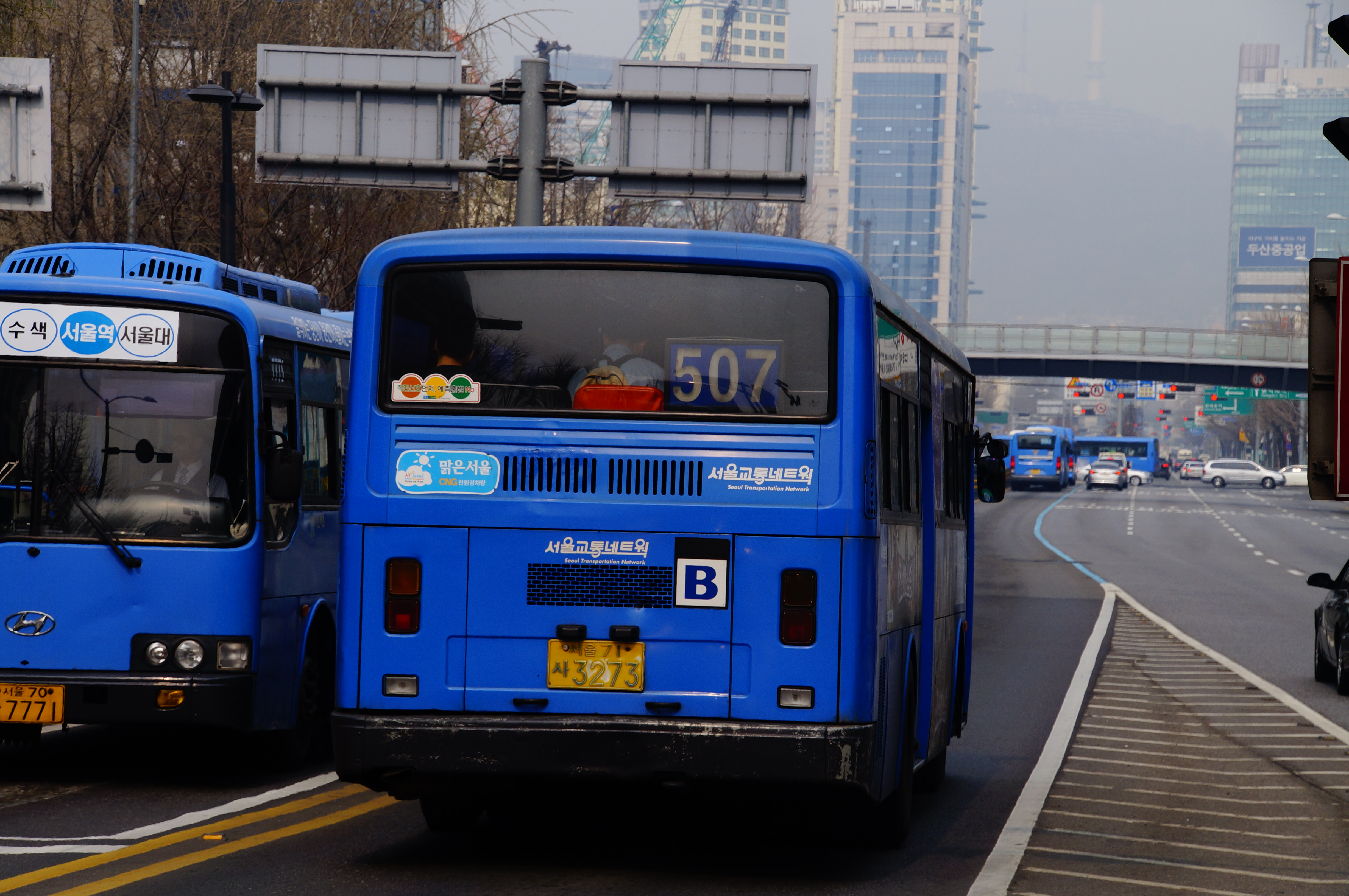
서울 507번 시내버스
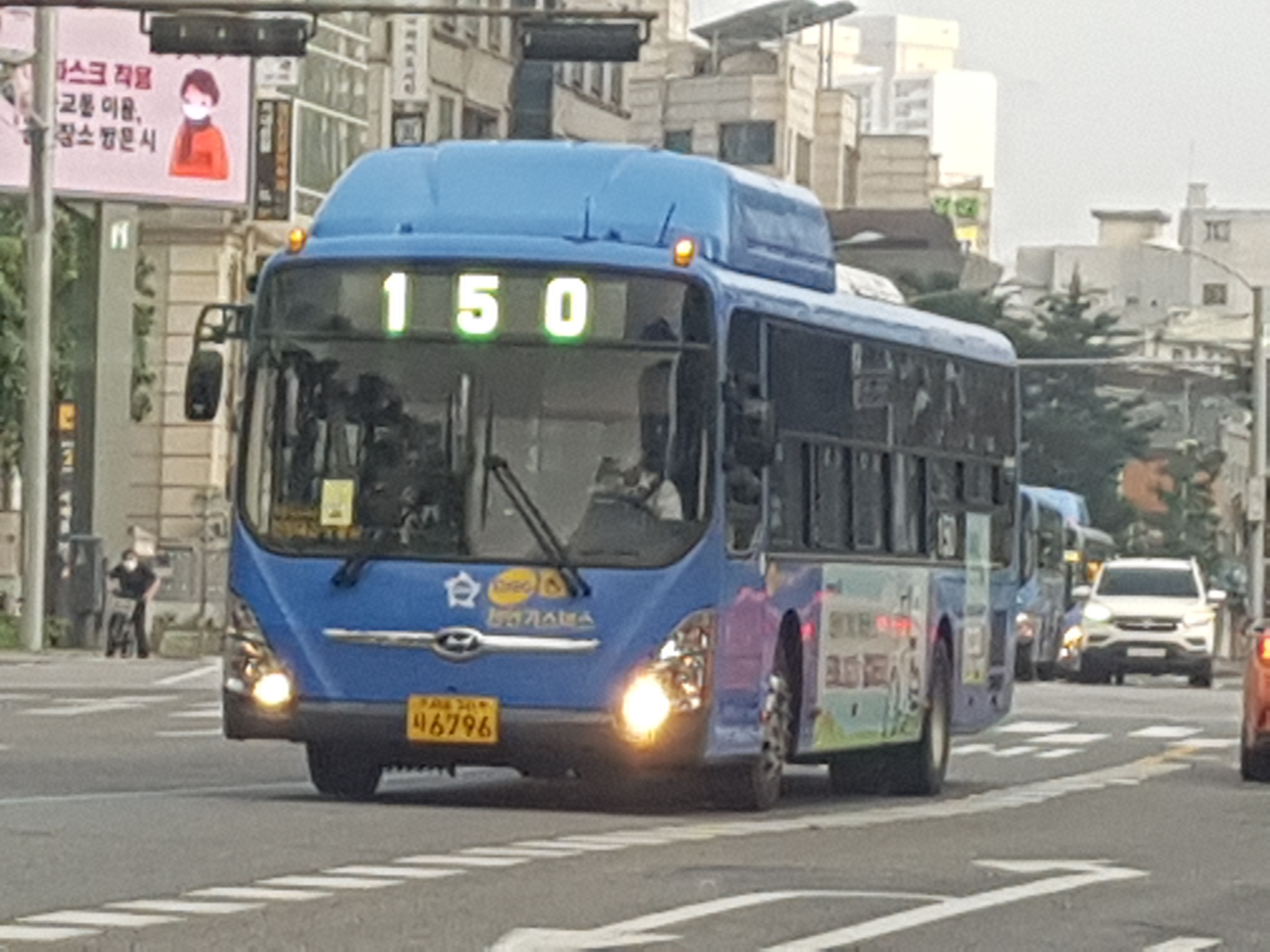
서울시내버스 150번
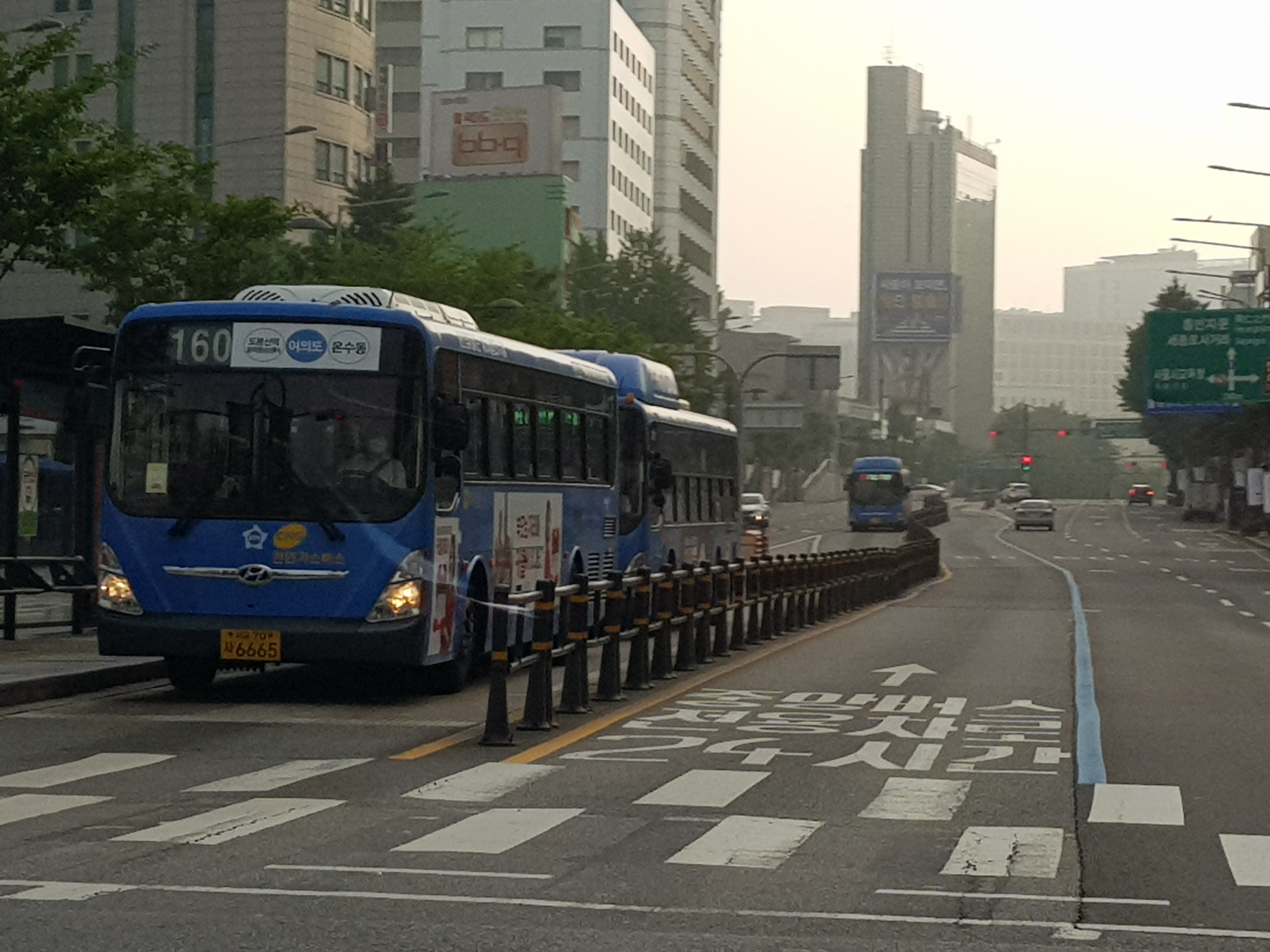
서울시내버스 160번